# Mad Hatter (Comicfigur)
Der Mad Hatter (dt. der verrückte Hutmacher; eigentlich Jervis Tetch) ist eine fiktive Figur, die in Comics des US-amerikanischen Verlages DC Comics, einer Tochtergesellschaft von Time Warner, auftritt.
Über das Medium Comic hinaus erfreut sich die Figur relativ großer Bekanntheit aufgrund ihrer Auftritte in Büchern und Graphiknovellen, Computer- und Konsolenspielen, Real- und Zeichentrickserien sowie in Filmen, die auf den DC-Comics basieren. Sowohl in den DC-Comics als auch in den meisten auf diesen Comics basierenden Produkten ist der Mad Hatter ein Gegenspieler Batmans, einer anderen Figur im Repertoire des Verlages. Die Figur des Mad Hatter ist ebenfalls ein Merchandising-Produkt, so zum Beispiel als Kühlschrankmagnet oder Action-Figur.
In der Mehrzahl der Versionen der Figur Mad Hatter ist dieser ein geisteskranker Tüftler, der mit eigentlichem Namen Jervis Tetch heißt. Tetch ist von Lewis Carrolls Kinderbuch „Alice im Wunderland“ besessen, dem er auch seinen kriminellen Decknamen entliehen hat. Seine Verbrechen stehen in der Regel in einem engen inneren Zusammenhang zu diesem Buch oder dem Themenkomplex „Hüte und Hutmacherkunst“. Das Krankheitsbild unter dem Tetch leidet ist mit pädophilen Neigungen durchsetzt. Letztere kommen unter anderem in seiner Vorliebe für „kleine Alicen“, d. h. kleine Mädchen zum Ausdruck.
Die Figur des Mad Hatters wurde noch von den Batman-Schöpfern Bill Finger und Bob Kane selbst in die Batman-Serie eingeführt. Sie trat erstmals in der 49. Ausgabe vom Oktober/November 1948 auf. Der Mad Hatter ist nach Verlagsangaben 1,72 m groß und wiegt 67 kg. Seine Augenfarbe ist blau, seine Haarfarbe orange-rot. Das äußere Erscheinungsbild des Hatters bleibt aufgrund seiner Kleidung, die sich stets an den Topoi von John Tenniels berühmten Zeichnungen für die Illustrationen von Carrolls Alice-Büchern ausrichtet, zwar stets wiedererkennbar, ist aber einem permanenten Wandel unterworfen. Bei seinem Debüt war er kurz gewachsen und brünett. Bei seiner Wiedereinführung in den 1980ern durchschnittlich groß und blond. Später wieder kleinwüchsig und weißhaarig. Die Größe und das Gewicht bei der Darstellung der Figur schwanken in beachtenswertem Maße.

## Figurenbiografie
Die fiktive Figur Jervis Tetch, die in der Batman-Comicserie vorkommt, war ein genialer Techniker und Erfinder, der mit Tieren experimentierte, die er mittels von ihm entwickelter Mikrochips zu kontrollieren versuchte. Tatsächlich gelang es ihm, die Alphawellen ihrer Gehirne zu stimulieren und sie auf diese Weise zu beeinflussen. Ungeachtet seines beruflichen Erfolges verlief Tetchs Privatleben weniger glücklich: Seine Sekretärin Alice, in die er insgeheim verliebt war, beachtete ihn nicht, und so wurde Tetch zu einem zunehmend wunderlichen und verbitterten Menschen.
Um Alices Aufmerksamkeit zu erheischen, verfiel er auf die Idee, sich wie die von ihm hochverehrte Figur des Verrückten Hutmachers aus Lewis Carrolls Kinderbuch „Alice im Wunderland“ zu verkleiden. Nachdem er Alice nicht für sich gewinnen konnte, verfiel Tetch auf die Idee, einen von ihm entwickelten Mikrochip dazu zu benutzen, Alice dazu zu bringen, sich in ihn zu verlieben. Nachdem Batman Tetchs Plan, der mit allerlei kriminellen Begleitaktivitäten wie dem Überfall auf den Gothamer Jachtklub und auf einen Schönheitswettbewerb für Pferde verbunden war, vereitelt hatte, machte dieser den maskierten Verbrechensbekämpfer dafür verantwortlich, dass er Alice nicht hatte für sich gewinnen können, und schwor ihm erbitterte Rache.
Jervis ist ein kriminelles Genie, ein Meister der Manipulation und Strategie. Er kennt keinerlei Skrupel und geht bei all seinen Taten völlig gewissenlos vor. Aber er ist auch absolut verrückt und scheint zwischen diesen zwei Zuständen ständig zu wechseln. So agiert er einmal strategisch und berechnend, um seine Ziele zu erreichen, ein anderes Mal redet er nur in Reimen aus „Alice im Wunderland“, spricht seine Handlanger mit Namen aus diesem Buch an, und es scheint nicht mehr klar ersichtlich, welche Ziele er eigentlich verfolgt.
Im Laufe der Zeit entwickelte sich Tetch immer mehr zu einem eigensinnigen, monomanischen Irren, der geradezu besessen davon ist, andere Leute mit Hilfe seiner Hüte unter seine Kontrolle zu bringen. Seine Sammelleidenschaft für Hüte und Kopfbedeckungen jeder Art hat sich mittlerweile ebenfalls zu einer Obsession entwickelt. Obschon er in Gotham City, der „Stadt der Serienmörder“, ein eher harmloser Zeitgenosse ist, hat sich Tetch als ein ungemein hartnäckiger, immer wiederkehrender Gegner erwiesen. Mehrmals erwies sich die Hoffnung, er sei umgekommen oder würde Verletzungen, die er bei Auseinandersetzungen mit der Polizei oder mit Batman davongetragen hatte, bald erliegen, als trügerisch. So wurde er einmal scheinbar von einem Zug überrollt, um bald darauf wiederzukehren, und er wurde von der Polizei bei einem Fluchtversuch mit mehreren Schüssen niedergestreckt und überlebte dennoch.
Ein regelmäßiger Partner Tetchs bei seinen kriminellen Taten ist ein dressierter Schimpanse namens Jimbo (erstmals in Detective Comics # 510, 1981), den er für ihre gemeinsamen Abenteuer immer aufs Neue aus dem Gothamer Zoo befreien muss. Mad Hatters wertvollste Waffe sind seine „Gedankenkontrollhüte“ (erstmals verwendet in Detective Comics # 526 von 1993), Hüte, die seine Mikrochips enthalten, mit deren Hilfe Tetch auf wundersame Weise andere Menschen unter seine Kontrolle bringen und zu willenlosen Sklaven machen kann, die seinen Befehlen bedingungslos gehorchen. Zu den Personen, über die Tetch durch seine Gedankenkontrollhüte bzw. durch direkt ins Hirn implantierte Chips in der Vergangenheit bereits Kontrolle erlangt hat, zählen unter anderem der Manager und Chef von Wayne Enterprises Lucius Fox sowie die Kriminellen Scarecrow (Detective Comics # 526), Film Freak (Batman # 492) und zuletzt auch Killer Croc. Croc, mit dem Tetch früher auf freundschaftlichem Fuße stand (Batman: 80 Page Giant # 1, 1997), ist dem Hutmacher seither in geschworener Feindschaft verbunden.
Seine Pläne, so zum Beispiel der Plan, Gothamer Schulmädchen durch Chip-präparierte Walkmans unter seine Kontrolle zu bringen und sie an den Drittewelt-Diktator Generalissimo Lee (Robin: Year One) zu verkaufen, oder der Versuch, die Kontrolle über die Gedanken Gothamer Polizisten zu erlangen, indem er diesen Kaffee- und Donut-Gutscheine, die seinen Chip enthielten, schenkte, scheiterten zumeist.
Tetch verbündet sich, wohl aufgrund seiner eigenen fehlenden Körperkraft, verhältnismäßig häufig mit anderen Kriminellen, die er jedoch regelmäßig hintergeht. So musste bereits der Geisteskranke, der sich selbst „Film Freak“ nannte, sein Leben lassen, nachdem er aufgrund seiner Partnerschaft mit dem verrückten Hutmacher in eine Konfrontation mit dem Terroristen Bane geriet, der ihn mit bloßen Händen totschlug (Batman # 492, 1993). Desgleichen musste auch der wahnsinnigen Narcosis seine Partnerschaft mit Tetch (Batman: Shadow of the Bat # 77 und 78, 1998) mit dem Leben bezahlen, als dieser beschloss, ihn zu hintergehen.
Zuletzt arbeitete er als Handlanger des Bandenchefs Black Mask (Detective Comics # 800) und schloss sich den Secret Six als Experte für Gedankenmanipulation an. Eine kürzliche Auseinandersetzung mit Batman und Robin verlief in gewohnter Manier erfolglos. Obwohl Tetch aufgrund seiner eher beschränkten Zielsetzung nicht unbedingt zu Batmans gefährlichsten Feinden gehört, ist er aufgrund seines unberechenbaren Wahnsinns nicht zu unterschätzen.
Batman selbst hegt eine gewisse Abneigung gegen den Hatter, da „Alice im Wunderland“ zu den wenigen schönen Erinnerungen in Bruce Waynes Kindheit zählt und der Hatter diese „in den Schmutz zieht“.

## Mad Hatter Imposter
Die fiktive Figur des Mad Hatter Imposters, also ein Nachahmer des Mad Hatter, war ein Simulant, der vorgab, mit diesem identisch zu sein, trotz nur sehr geringer äußerlicher Ähnlichkeit mit Jervis Tetch, dem ursprünglichen Mad Hatter. Dieser zweite Mad Hatter trat erstmals in Detective Comics # 230 vom April 1956 auf. Anders als der ursprüngliche Hutmacher war er geistig zurechnungsfähig und trug einen buschigen Schnauzbart. Er hatte lockiges anstatt strähniges Haar und war relativ hoch gewachsen im Vergleich zum kleinwüchsigen Jervis Tetch. Ende der 80er Jahre verschwand dieser Mad Hatter aus der Batman-Serie, nachdem der Original-Hatter bereits zu Beginn der 80er wieder ins Batman-Universum eingeführt worden war.

### Figurenbiografie
Kurz nach dem ersten Auftreten und der Ergreifung des Mad Hatters Jervis Tetch trat ein hochgewachsener, beleibter, lockenköpfiger und schnauzbärtiger Mann auf, der seinerseits behauptete, er sei Jervis Tetch. Das Hauptanliegen dieses Mannes schien in der Komplettierung seiner privaten Hutsammlung mit Kopfbedeckungen jeder Art auf kriminellem Wege zu bestehen. Bei seinen Auseinandersetzungen mit Batman verwendete er Waffen jeder Art (Flammenwerfer, Kreissägen), die er üblicherweise in seinen Hüten verbarg. Die Kopfbedeckung auf die der Hatter am meisten aus war, war die Kapuze von Batmans Kampfanzug: dementsprechend versuchte der Imposter des Öfteren, Batman zu demaskieren, was ihm bei einer Gelegenheit sogar gelang, nachdem er Batmans Kapuze mit einem radioaktiven Spray besprüht hatte. Die Behauptung des Hatters, er sei ehrlich geworden (Batman # 297, vom März 1978) stellte sich als eine Lüge heraus. Dass dieser Hatter ein Nachahmer und Betrüger war stellte sich schließlich bei der Rückkehr des eigentlichen Mad Hatters heraus (1981). Der Hatter behauptete, den Betrüger getötet zu haben, was sich jedoch als falsch erwies, nachdem der falsche Hutmacher noch ein weiteres Mal in Erscheinung trat (Detective Comics #573, 1987). Seither wurde der Imposter nicht mehr gesichtet.

## Mad Hatter in anderen Medien
In der Live-Action Batman-Serie der 1960er Jahre trat der Mad Hatter in den Folgen „The Thirteenth Hat“ (Episode 13), „Batman Stands Pat“ (Episode 14), „The Contaminated Cowl“ (Episode 69) und „The Mad Hatter Runs Afoul“ (Episode 70) auf. Verkörpert wurde Jervis Tetch von David Wayne. Die von Wayne porträtierte Figur basierte äußerlich auf dem Mad Hatter Imposter, der in den 60ern als der „echte“ Mad Hatter galt. Der Mad Hatter der Live-Action-Serie wurde von einer Assistentin namens Lisa unterstützt, die eine Hut-Boutique betrieb. Seine Pläne umfassten im Wesentlichen Versuche, Batmans Maske zu stehlen, sowie sich an den Juroren, die ihn ins Gefängnis geschickt hatten, zu rächen.
In der Batman-Zeichentrickserie Batman: The Animated Series der frühen 1990er wurde der Hatter im englischen Original von dem Schauspieler Roddy McDowall synchronisiert. In dieser Serie wurde er als durchschnittlich großer, blondhaariger, verschroben aussehender Kauz mit schiefen Zähnen porträtiert. In späteren Folgen wirkte er zudem ein wenig nagetierhaft. Er trat in den Folgen „Mad as a Hatter“, „Perchance to Dream“, „The Trial“, „The Worry Men“, „Joker’s Wild“ und „Make’Em Laugh“ auf. In The New Batman Adventures kam er in „Over the Edge“ und „Animal Act“ vor. Außerdem hatte er einen Auftritt in der Folge „Knight Time“ in der Superman-Zeichentrickserie Superman: The Animated Series. Daneben war er eine Boss-Figur in den Sega-Video-Game The Adventures of Batman & Robin und war ein Nebenquest für Arkham City, wo er Batman unter seine Kontrolle bringt und man als dieser gegen Hypnose-Gegner und dem Mad Hatter kämpfen muss, um sich aus dieser Kontrolle zu befreien. Seine Pläne waren im Wesentlichen mit denen der Comicgeschichten konform: Er erlangte Kontrolle über Menschen mit Hilfe von Mikrochips, manipulierte sie, versuchte finanziellen Profit und die Liebe von Alicen für sich zu gewinnen. In der Fernsehserie Gotham tritt er als Gegenspieler von James Gordon in Erscheinung.